# Rudolf Bissen
Rudolf Bissen (Kopenhagen, 2 april 1846 – Randbøldal, 5 december 1911) was een Deense schilder.

## Leven en werk
Bissen was een zoon van Herman Wilhelm Bissen (1798-1868), beeldhouwer en directeur van de Koninklijke Deense Kunstacademie, en Emilie Hedevig Moller. Hij was een jongere broer van de beeldhouwer Vilhelm Bissen. 
Bissen kreeg schilderlessen van Peter Christian Thamsen Skovgaard en studeerde aan de Kunstacademie in Kopenhagen (1865-1867). Hij exposeerde voor het eerst op de voorjaarstentoonstelling van Charlottenburg in 1868. Hij had een bescheiden productie, die nog verder afnam toen hij in 1877 na problemen met de gal en lever bedlegerig werd. Hij herstelde en op de tentoonstelling in 1887 vielen zijn landschappen op door hun frisheid en kracht. Bissen ontving voor zijn werk de Sødringsprijs (1885) en de Eckersbergmedaille (1890, 1892).
De schilder overleed op 65-jarige leeftijd.